# 青梅市立吹上中学校
青梅市立吹上中学校（おうめしりつふきあげちゅうがっこう）は、東京都青梅市にある市立中学校。吹中（ふきちゅう）とも呼ばれる。昭和55年（1980年）創立。
青梅市立霞台中学校から分かれる形で昭和55年に創立された。最初のおよそ半年は、霞台中学校の校庭にプレハブの校舎を建てて授業を行っていた。
体育大会が毎年6月前半にあり、合唱コンクールが毎年3月にある。また「落ち葉掃き」という行事もある。
自転車通学が認められていて、年に2回通学用自転車点検がある。その際には野崎サイクル店（地元の自転車屋）が点検をする。点検に合格した者はシールを自転車に付け、不合格であった者は黄色い札を自転車に付けられる。黄色い札の中身は不合格の理由（主に故障している所）が書いてある。それを野崎サイクル店に渡せば故障しているところを直してもらい、シールがもらえるシステムになっている。
近隣には塩船観音寺がある。

## 教育目標
人間尊重の精神を基調とし、自主牲、創造性に満ち、社会の一員として勤労 と責任を重んじる生徒の育成を目指して、次のことを教育目標とする。 
- 努力
- 創造
- 協調

## 沿革
- 昭和55年4月1日：青梅市立吹上中学校設立認可
- 昭和55年4月8日：開校式・入学式。青梅市立霞台中学校体育館にて挙行。プレハブ2階建の仮校舎を霞台中校庭に建築。1年4学級140名、2年2学級57名、教員22名にて発足
- 昭和55年9月1日：現校舎に移転、校旗制定
- 昭和55年9月22日：体育館開き
- 昭和55年10月11日：PTA発足
- 昭和56年3月3日｀第1回本物に触れる会
- 昭和56年3月16日：校歌制定
- 昭和56年9月6日：落成式挙行
- 昭和63年8月13日：剣道部関東大会に出場
- 平成3年4月21日：同窓会設立総会
- 平成15年8月7日：バドミントン部関東大会出場
- 平成15年12月22日：落ち葉掃きに地域の清掃活動実施
- 平成16年1月21日：ふれあいギャラリー・吹上開設
- 平成19年8月8日：バドミントン部5年連続関東大会出場
- 平成19年11月19日：図書館ボランティアによる図書館解放実施
- 平成20年8月：バドミントン部6年連続関東大会出場
- 平成21年8月：バドミントン部7年連続関東大会出場
- 平成21年10月：吹奏楽部東日本吹奏楽大会出場
- 平成22年10月9日：吹奏楽部東日本吹奏楽大会出場
- 平成22年：創立30周年記念式・祝賀会挙行
- 平成23年8月：体育館、校舎耐震工事完了
- 平成23年10月29日：吹奏楽部3年連続東日本吹奏楽大会出場(神奈川)、銅賞
- 平成26年4月1日：特別支援学級（ときわ学級）開設

## 所在地
- 東京都青梅市吹上1番地

## 周辺施設
- 塩船観音寺